# Emil Riis Jakobsen
Emil Riis Jakobsen (* 24. Juni 1998) ist ein dänischer Fußballspieler. Der Stürmer steht beim englischen Zweitligisten Preston North End unter Vertrag und ist ehemaliger dänischer Nachwuchsnationalspieler.

## Karriere

### Verein
Emil Riis spielte bis 2012 in der Jugend von Hobro IK, einem Verein aus der Kleinstadt Hobro in Nordjütland, der in jener Zeit meist in der Zweit- und Drittklassigkeit des dänischen Fußballs spielte. Anschließend spielte Riis rund 20 Kilometer südlich in den Jugendmannschaften von Randers FC, dessen erste Mannschaft gerade nach einjähriger Abstinenz in die erste dänische Liga zurückgekehrt war. Für die U17-Mannschaft der Ostjüten schoss er in der Saison 2014/15 in 26 Partien 24 Tore. Danach ging er nach England in die Jugendakademie von Derby County. Von 2016 bis Anfang 2018 absolvierte er für die Reservemannschaft in der U23 Development League, der höchsten englischen Spielklasse für U23-Mannschaften, 28 Punktspieleinsätze und schoss dabei sieben Tore, zudem kam er zu zwei Kurzeinsätzen in der EFL Trophy, einem Pokalwettbewerb, an dem die Mannschaften der dritt- und vierthöchsten englischen Spielklasse sowie diverse U23-Teams teilnehmen.
Am 11. Januar 2018 wechselte Riis leihweise in die Niederlande zum Erstligisten VVV-Venlo. In Venlo konnte er sich nicht durchsetzen und spielte lediglich in drei Partien. Sein Vertrag bei Derby County lief zum 30. Juni 2018 aus.
Daraufhin kehrte Riis nach Dänemark zurück und schloss sich seinem ehemaligen Klub Randers FC an, bei dem er einen Dreijahresvertrag erhielt. In der Saison 2018/19, seiner ersten Spielzeit in der höchsten dänischen Spielklasse, kam er regelmäßig zum Einsatz, gehörte allerdings nicht immer zu den Stammspielern. Während der Saison kam Riis auch zu Einsätzen in der Reservemannschaft. Nach 19 Einsätzen, in denen er drei Tore schoss, und dem achten Platz in der regulären Saison qualifizierte sich Randers FC für die Gruppe 2 in der Abstiegsrunde, in der sich der Club als Gruppensieger für die Qualifikationsspiele um die Teilnahme an den Play-offs zur UEFA Europa League qualifizierte. Dabei kam Riis in allen Partien zum Einsatz und schoss den 1:0-Siegtreffer im Spiel gegen seinen Jugendverein Hobro IK, der inzwischen bereits mehrere Jahre in der ersten Liga verbracht hatte. In den Play-offs erreichte Randers FC die dritte und entscheidende Runde, verlor dort allerdings mit 2:4 bei Brøndby IF.
In der Saison 2019/20 konnte sich Emil Riis in der Mannschaft halbwegs etablieren und steht meist in der Startelf. In der regulären Saison erzielte er in 29 Spielen 5 Treffer, mit dem 7. Platz qualifizierte sich Randers FC für die Abstiegsrunde, in der Riis seine Mannschaft mit drei Toren in die Play-offs schoss. Dort scheiterte Randers FC an Odense BK (2:1/0:2).
Im Oktober 2020 unterschrieb Riis beim englischen Zweitligisten Preston North End einen Vierjahresvertrag. Nach zwei Ligatreffern in seiner ersten Spielzeit steigerte er seine Torausbeute in der EFL Championship 2021/22 auf sechzehn Treffer und gehörte damit zu den zehn besten Torschützen der Liga.

### Nationalmannschaft
Für die dänische U16-Nationalmannschaft spielte Riis sechsmal und erzielte ein Tor. Für die dänische U17 und für die dänische U19 lief er jeweils zweimal auf. Am 12. Januar 2020 debütierte er beim 3:1-Sieg im türkischen Belek gegen die Slowakei für die dänische U21-Nationalelf.